# Цабларасхеви
Цабларасхеви (груз. წაბლარასხევი) — село в Грузии, в муниципалитете Багдати края Имеретия.

## География
Село расположено на берегу реки Цабларасскали (левы приток реки Ханисскали). Высота над уровнем моря — 340 метров. Находится в 10 километрах от Багдати.

## Население
По состоянию на 2014 год в селе проживает 89 человек.

### Демография
| Год переписи | Население | Мужчины | Женщины |
| ------------ | --------- | ------- | ------- |
| 2002         | 96        | 44      | 52      |
| 2014         | 89        | 43      | 46      |